# Belles belles belles (comédie musicale)
Pour les articles homonymes, voir Belle.
Cet article concerne une comédie musicale. Pour la chanson de Claude François, voir Belles ! Belles ! Belles !.
Belles belles belles est une comédie musicale de 2003 mise en scène par Redha, d'après les chansons de Claude François. Elle est la première comédie musicale juke-box française jouée sur scène.

## Synopsis
Elles sont trois, elles sont belles et rêvent de gloire et de paillettes… Émilie, Sonia et Charlotte sont trois jeunes filles intégrant le centre Claude François, en parallèle de leur participation à un concours de chant qui pourraient leur apporter le succès dont elles rêvent. Mais est-ce vraiment ce qu'elles veulent ?

## Fiche technique
- Mise en scène et chorégraphie : Redha
- Musique : Claude François et Jean-Pierre Bourtayre
- Arrangements musicaux : Carolin Petit
- Direction artistique : Daniel Moyne
- Son : Philippe Parmentier
- Lumière : Nicky Tisserand
- Coaching vocal : Richard Cross
- Assistant chorégraphie : Martin Matthias Ysebaert

## Distribution

### Chanteurs
- Joy Esther : Émilie
- Aurélie Konaté : Sonia
- Liza Pastor : Charlotte
- Sylvain Mathis : Stéphane
- Alain Cordier : Sébastien
- Fabian Richard : Grégory
- Lucas : Alexandre
- Pascal Sual : Vincent
- Blandine Metayer : Mme Duval
- Anjaya : La mère de Charlotte
- Jonathan Kerr : Le père de Sonia

### Doublures
- Laure Balon : Mme Duval et la mère de Charlotte
- Gaétan Borg : Grégory et Stéphane
- Sophie Gémin : Charlotte et Émilie
- Joakim Latzko : Sébastien
- Thomas Maurion : Alexandre
- Olivier Rey : Vincent
- Pierre Rousselle : Le père de Sonia
- Yaëlle Trulès : Sonia

### Danseurs
- Mélodie Caillieret
- Antonietta Campolo-Pozzobon
- Elena Ciaverella
- Stéphane Corcel
- Laurie Dang
- Ghislain Delbecq
- Esther Giacalone
- Fréderic Jean-Baptiste
- Vincent Lollato
- Laurent Ramon
- Candice Thomas
- Marlène Wirth

### Danseurs de l'académie internationale de la danse
- Olivier Ambrosetti
- Benjamin Deloffre
- Nicolas Ernwein
- François Lamargot
- Stanley Leglas
- Anne-Sophie Leonhard
- Marie Lepetit
- Enrique Toyos
- Alexandra Van de Wiele

## Chansons
| - J'y pense et puis j'oublie - Joy Esther et Aurélie Konaté - Belles ! Belles ! - Fabian Richard, Lucas, Sylvain Mathis et Pascal Sual - Le Mal-aimé - Fabian Richard - Y a le printemps qui chante - Fabian Richard et Liza Pastor - Je vais à Rio - Anjaya - Toi et le soleil - Joy Esther et Sylvain Mathis - Il fait beau, il fait bon - Joy Esther, Aurélie Konaté et Liza Pastor - Danse ta vie - Pascal Sual et Aurélie Konaté - Le Lundi au soleil - Sylvain Mathis - Magnolias for Ever - la troupe de Belles belles belles | - J'attendrai - Joy Esther, Aurélie Konaté et Liza Pastor - Chanson populaire - Fabian Richard et Lucas - Comme d'habitude - Joy Esther, Aurélie Konaté et Liza Pastor - Cette année-là - Blandine Métayer - Le téléphone pleure - Alain Cordier et Judith Verhaeghe - Je viens dîner ce soir - Fabian Richard et Anjaya - Pauvre petite fille riche - Pascal Sual - Le Chanteur malheureux - Joy Esther - Laisse une chance à notre amour - Alain Cordier et Joy Esther - Une chanson française - Lucas - C'est pour vous que je chante (La claire fontaine) - Aurélie Konaté - Alexandrie Alexandra - la troupe de Belles belles belles - J'attendrai (rappel) - Joy Esther, Aurélie Konaté et Liza Pastor |

## Album
Toutes les chansons sont produites par Carolin Petit, exceptées J'attendrai et Danse ta vie, produites par Carolin Petit et Daniel Moyne.
| 1.  | Belles ! Belles !             | Claude François, Vline Buggy, Phil Everly                     | Fabian Richard, Lucas, Sylvain Mathis et Pascal Sual | 2:13 |
| 2.  | J'attendrai                   | Buggy, Lamont Dozier, Eddie Holland, Brian Holland            | Joy Esther, Aurélie Konaté et Liza Pastor            | 3:10 |
| 3.  | Le Mal-aimé                   | Terry Dampsy, Eddy Marnay                                     | Fabian Richard                                       | 2:51 |
| 4.  | Toi et le soleil              | Johnny Nash, Marnay                                           | Joy Esther et Sylvain Mathis                         | 3:23 |
| 5.  | Chanson populaire             | Nicolas Skorsky, Jean-Pierre Bourtayre                        | Fabian Richard et Lucas                              | 3:24 |
| 6.  | Comme d'habitude              | François, Gilles Thibaut, Jacques Revaux                      | Joy Esther, Aurélie Konaté et Liza Pastor            | 4:34 |
| 7.  | Danse ta vie                  | Pierre Delanoë, Bourtayre, François                           | Pascal Sual et Aurélie Konaté                        | 3:30 |
| 8.  | Je vais à Rio                 | Peter Allen, Marnay                                           | Anjaya                                               | 3:39 |
| 9.  | Alexandrie Alexandra          | Étienne Roda-Gil, Bourtayre, François                         | la troupe de Belles belles belles                    | 4:25 |
| 10. | Le Chanteur malheureux        | Bourtayre, Jean-Michel Rivat, Michel Renard, Martial Carcelès | Joy Esther                                           | 3:20 |
| 11. | Cette année-là                | Marnay, Bob Gaudio                                            | Blandine Métayer                                     | 3:45 |
| 12. | Le téléphone pleure           | Frank Thomas, Bourtayre, François                             | Alain Cordier et Judith Verhaeghe                    | 3:55 |
| 13. | C'est pour vous que je chante | Marnay, traditionnel                                          | Aurélie Konaté                                       | 2:51 |

## Historique
S'inscrivant dans la continuité des productions réalisées à la suite du triomphe de Notre-Dame de Paris, ce spectacle a néanmoins pour modèle deux musicals londoniens à succès : Mamma Mia ! qui reprend les chansons du groupe ABBA et We Will Rock You, basé sur les tubes de Queen,. Elle est donc la première comédie musicale juke-box,,, en français. Est qualifiée de juke-box toute comédie musicale orchestrée autour des tubes d’un interprète ; dans le cas présent, l'artiste choisi est Claude François,,,.
Daniel Moyne et Jean-Pierre Bourtayre sont les auteurs du livret,. Ils sont d'anciens partenaires professionnels du chanteur, tout comme le producteur Gérard Louvin. Une partie de l'équipe artistique de Roméo et Juliette, de la haine à l'amour se retrouve pour la création en 2003 de Belles belles belles ainsi que des Demoiselles de Rochefort, notamment le chorégraphe Redha.
Il faudra deux ans de travail en amont dont quatre mois d’ateliers de comédie, de chant et de danse et l'audition de 11 000 candidats. Emmanuel Moire est l'un des aspirants chanteurs à ne pas avoir été sélectionné après son audition. Ne figurant pas au casting final, Grégory Lemarchal prend d'ailleurs part à ces ateliers,.
La première du spectacle a lieu le 21 novembre 2003 à l'Olympia de Paris,,. Quarante artistes sont présents sur scène.
Distribué par Universal Music, un album comportant treize pistes est extrait du spectacle. Côté promotion, le single J'attendrai par Joy Esther, Aurélie Konaté et Liza Pastor,, est le premier à être diffusé. La face B comporte le duo Danse ta vie interprété par Pascal Sual et Aurélie Konaté,. J'attendrai atteint la 15e place des classements français et belge ainsi que la 65e place du classement suisse des meilleures ventes. Le trio principal interprète le second single Comme d'habitude, paru le 27 janvier 2004. Il se classe no 10 (tip) en Belgique francophone et no 50 en France,.
Par la suite, Belles belles belles ne rencontre pas le succès escompté mais l'échec. Une tournée à Laval, Lille, Bruxelles, Grenoble ou Orléans est d'abord annoncée, puis reportée,. Elle n'aura jamais lieu. Claude François Jr. regrettera l'annulation de celle-ci. Le rideau tombe définitivement le 19 janvier 2004 après deux mois de représentations à l'Olympia, et 75 000 spectateurs. Le spectacle devait s’arrêter la veille mais est prolongé d'une date. L'Olympia fut pré-réservé par une société pour un évènement privé. Cette date n'était donc pas une ouverture à la réservation pour le public. 
À la suite de ces déboires, Gérard Louvin et TF1 arrêtent leur collaboration au sein de Glem productions. Fondée en 1982 par Louvin, cette société est détenue à 100 % par le groupe de médias français à partir de 2004,.
TF1 Vidéo édite une captation DVD le 4 novembre 2004, réalisée par Gilles Amado.

## Critiques et rétroaction
Pour la première, le spectacle reçoit des critiques globalement positives.
Le Parisien déclare que « Ça en a la couleur et la saveur » ainsi que « la chorégraphie de Redha sur le titre-phare de cette nouvelle comédie musicale dégage richesse et énergie. Les voix sont belles et bien posées ». 
Pour le site spécialisé Regard en coulisse, « l'alchimie fonctionne plutôt bien », « le cast assure vraiment bien vocalement » et trouve les « nouveaux arrangements réussis », l'« interprétation convaincante ». 
Quinze ans plus tard, Belles belles belles connaît une seconde vague d'intérêt : la création de Hit Parade en 2017 ainsi que le projet d'une comédie musicale traitant de Claude François courant 2018, puis reportée à 2019 avant d'être suspendu, entraînent un retour critique différent de Belles belles belles.
Le plus sévère est sans doute Julien Baldacchino, chroniqueur pour France Inter. Ce dernier affirme que « la mauvaise qualité du livret ET des arrangements musicaux ont conduit le spectacle à sa faillite ». 
Pour Europe 1, le problème se situe dans le manque de publicité et de communication autour du spectacle. 
Le Bien public s'étonne avec « curieusement un échec ».